# پویری
پویری (فنلاندی: Pöyry) شرکت مهندسی فنلاندی است، که در سال ۱۹۵۸ تأسیس شد.